# Бранан
Бранан (фр. Brannens) насеље је и општина у југозападној Француској у региону Аквитанија, у департману Жиронда која припада префектури Лангон.
По подацима из 2011. године у општини је живело 213 становника, а густина насељености је износила 35,26 становника/km². Општина се простире на површини од 6,04 km². Налази се на средњој надморској висини од 54 метара (максималној 65 m, а минималној 15 m).

## Демографија
| 1962. | 1968. | 1975. | 1982. | 1990. | 1999. | 2011. |
| ----- | ----- | ----- | ----- | ----- | ----- | ----- |
| 151   | 178   | 162   | 176   | 193   | 173   | 213   |

График промене броја становника у току последњих година